# Pere Riutort i Mestre
Pere Riutort i Mestre (Petra, Mallorca, 1935-Tárbena, Alicante, 21 de noviembre de 2021) fue un sacerdote, pedagogo, filólogo, pastoralista y liturgista español, uno de los promotores de la enseñanza de la lengua catalana.

## Biografía
Nació en Petra en 1935. Formó parte de los "blauets de LLuc" (1945), y fue ordenado de presbítero de la Congregación de Misioneros de los Sagrados Corazones. Fue licenciado en pedagogía, filología clásica, teología y filología catalana. De 1967 a 1969 recorrió muchos centros escolares de Mallorca para promover la enseñanza del catalán. Se instaló en Valencia en 1979. En ese mismo año fue profesor de catalán en el Colegio Universitario de Castellón y entre 1984 y 1986 en la Escuela de Magisterio de Valencia, dedicado a la didáctica del valenciano. A partir de 1986 fue profesor titular y catedrático de filología catalana en la Universidad de Valencia.
Publicó, entre 1975 y 1977, con la colaboración de Enric Valor, M. Sanchis Guarner, J.ll. Sanchis, F. Graell y J.C. Bellvert, numerosos textos para la enseñanza del catalán en la Comunidad Valenciana y en las Islas, entre los que destaca Els vents del món (Los vientos del mundo). También trabajó en la confección de textos litúrgicos valencianos en catalán y presidió la comisión que hizo oficialmente la adaptación de los libros litúrgicos del Concilio Vaticano II (El Nuevo Testamento). Obtuvo el premio Valenciano del Año (1977) de la Fundación Huguet. Presidió la Fundación La Mata de Jonc.

### Comisión Interdiocesana para los textos en lengua vernácula
El 14 de mayo de 1973, el entonces arzobispo de Valencia, José María García Lahiguera, creó una Comisión Interdiocesana para los textos en lengua vernácula. Formaron parte dieciocho miembros y se eligió como presidente a Pere Riutort, nombrado por decreto del arzobispo de Valencia el 18 de octubre de 1973. Los trabajos de esta Comisión culminaron en la publicación a finales del 1975 del Llibre del Poble de Déu, completa recopilación de textos litúrgicos adaptada a las variantes valencianas. Para la publicación y edición de este libro, Pere Riutort tuvo que vender unas tierras que tenía en Mallorca para poder sufragarla. La aprobación de este libro, estuvo rodeada de polémica desde prácticamente los inicios, coincidiendo con la aparición del blaverismo en la sociedad valenciana.